# 낮과 밤 (1984년 영화)
"낮과 밤"은 1984년에 개봉한 대한민국의 영화이다.

## 캐스팅
- 장민호
- 문정숙
- 신일룡
- 원미경
- 윤일봉
- 한소룡
- 하재영
- 윤양하
- 신우철
- 김윤미
- 송승환
- 정준
- 손난경
- 이동민
- 황규빈
- 김찬억
- 케빈양
- 서평원
- 김번수
- 김근배
- 이관용
- 윤성원